# Conformité
Ne pas confondre avec la notion mathématique de transformation conforme.
La conformité est l’état de ce qui présente un accord complet, une adaptation totale.
La conformité est un terme employé en droit et en gestion de la qualité. Il est répandu en banque et en assurance. Dans l’univers de la finance et du gouvernement d'entreprise, on utilise fréquemment le terme anglais « compliance ».

## Univers normatif
Mise/maintien en conformité :
- « Il s'agit de l'exécution de toutes les obligations de conformité (obligatoires ou volontaires) que l’organisme est tenu de respecter » (source : ISO 37301 de 2021).

## Univers juridique

### Traduction de l'approche juridique

#### Définition
La définition de la conformité en termes juridiques peut se définir comme suit :

« Ensemble d'actions visant à rendre les comportements (ou règles adoptées) des dirigeants et personnel au sein d'organismes publics ou privés (associations à but non lucratif, entreprises, syndicats, etc.) comme vis-à-vis de tiers, conformes à la norme externe et/ou interne applicable au lieu où ils opèrent. »

Par « norme », on se réfère aux éléments pertinents du droit (directives, lois et règlements) sans oublier les normes internes à l'organisation qui peuvent être assimilés à des engagements unilatéraux.

#### Obligation et/ou engagement unilatéral
La conformité peut être le résultat d'une obligation légale. C'est le cas aux États-Unis, en application de la loi Sarbanes-Oxley, ou encore dans le domaine bancaire, avec le règlement CRBF 97-02 de 1997, et le document consultatif du Comité de Bâle, du 27 octobre 2003. C'est également le cas dans le domaine de l'énergie, au sein de l'Union européenne, avec la mise en œuvre de directives visant à assurer la non-discrimination entre les différents fournisseurs et consommateurs de gaz ou d'électricité.
En droit français, la conformité peut également être une obligation de l'entreprise pour limiter une sanction en droit de la concurrence en cas d'entente ou de monopole. En France, plusieurs entreprises l'ont mis en place avec l'approbation de l'Autorité de la concurrence :
- secteur postal (Cons. conc., décision no 04-D-65, 30 novembre 2004)
- secteur des appareils de chauffage (Déc. no 06-D-03, 9 mars 2006)
- secteur de l'élimination des déchets (Déc. no 07-D-02, 23 janvier 2007)
- secteur de la téléphonie (Déc. no 07-D-33, 15 octobre 2007)
- secteur du déménagement national et international (Déc. no 07-D-48, 18 décembre 2007)

À défaut d'obligation réglementaire, l'organisation peut s'engager dans une démarche d'une manière offensive ou défensive :
- du point de vue offensif, l'organisation peut vouloir communiquer sur le respect de la loi dans un secteur où sa réputation est mise en cause par l'opinion publique et/ou les médias ou prouver sa différence vis-à-vis d'organisations similaires ;
- du point de vue défensif, le besoin de mise en conformité peut se révéler au gré d'un audit interne ou externe qui pourra déboucher sur un audit de conformité, voire un audit juridique de conformité. L'exercice est alors de mesurer les écarts entre le comportement (ou la règle adoptée par l'organisation) et la norme de référence. Le défaut de conformité peut aboutir à un contentieux, une remise en cause des responsabilités, et recèle un risque juridique.

### Analyse coût/avantage
Tout l'intérêt de la conformité réside dans deux points majeurs :
- l'efficacité d'une approche ex-ante qui impose aux différents acteurs soumis au droit de la conformité de mettre en œuvre diverses mesures susceptibles d'être sanctionnées en cas non-respect. Cette méthode est différente par rapport au droit plus classique de la concurrence et de la régulation qui ne vient sanctionner des comportements fautifs qu'ex-post, c'est-à-dire une fois ceux-ci réalisés. La philosophie de la compliance peut donc être résumée en une phrase : « mieux vaut prévenir que guérir » ;
- la responsabilisation des acteurs soumis au droit de la compliance : dans la mesure où, contrairement aux autorités publiques, les acteurs du secteur privé disposent de plus de moyens financiers, de technologies pertinentes, il devient très utile voire nécessaire de leur laisser mettre en œuvre les solutions leur permettant de prévenir toute atteinte à la probité.

L'action de mise en conformité ou « compliance » en anglais peut s'établir sur la base d'une analyse contrainte/avantages dont les termes ont été analysés par Christophe Roquilly.

« Il est un lieu commun que de penser que la compliance représente une contrainte absolue pour les entreprises. La complexité informationnelle (difficulté liée à l'interprétation des normes) et la complexité computationnelle (difficulté liée à l'augmentation du volume des normes), auxquelles s'ajoute le développement des obligations de déclaration de compliance, sont la source principale de cette perception. Le poids que représentent les obligations de compliance peut être interprété en termes de coût organisationnel (coût de la veille réglementaire ; coût de la mise en conformité ; coût de la communication sur cette conformité) et de coût stratégique (obligation de modifier certains éléments de la stratégie de l'entreprise, dans certains cas). Mais la compliance peut également être perçue comme étant une source d'opportunité pour l'entreprise : développement d'un apprentissage organisationnel en vue de créer et de développer des process et une culture de la compliance, sans pour autant qu'elle soit paralysante ; potentalité d'avantages concurrentiels durables. En effet, on peut se demander dans quelle mesure la compliance peut devenir un facteur de performance et de distinctivité par rapport aux entreprises concurrentes. L'entreprise pourrait en effet se distinguer par son organisation spécifique (coûts, priorités) de conformité aux normes réglementaires, ses choix au niveau des normes non-obligatoires pouvant ne pas être appliquées, etc. »

### Modes d'action
La conformité est un des volets de la GRC (gouvernement d'entreprise, maîtrise des risques et conformité interne) très en vogue sous la pression du droit des sociétés.  
Cette politique de conformité volontaire ou subie place les directeurs juridiques en première ligne : pour prouver leur conformité réglementaire, les entreprises devront mettre en place un code de bonne gouvernance, développer une fonction de « compliance officer » et intégrer la dimension de « conformité juridique » dans le quotidien opérationnel par des programmes et des processus de vérification.
Sur la base des retours d'expérience de directions juridiques anglo-saxonnes, l'action de mise en conformité peut se traduire par deux approches simultanées :
- à court et moyen terme, mise en place de programmes de conformité qui visent à vérifier pour les dispositifs clefs d'une organisation le respect des politiques énoncées. Chaque branche de droit (droit financier, droit de la concurrence, droit pénal, droit de la santé sécurité, etc.) peut faire l'objet d'une démarche de conformité avec la mise en place d'un programme de conformité spécifique. Des solutions logicielles tentent de gérer le flot d'informations  à cette fin pour un contrôle point par point qui doit être parfaitement documenté ;
- à moyen et long terme, mise en place d'une communication interne dédiée sur le sujet, d'une formation continue ciblée et adaptée selon les profils visés du haut jusqu'en bas de la hiérarchie de l'organisation avec un traitement préventif systématique des risques juridiques prioritaires.

En tous les cas, l'engagement puis le soutien des dirigeants est un préalable pour une action qui tend à déployer une culture de la conformité enracinée dans l'organisation ; « chaque entreprise est unique ».

### Un objectif du contrôle interne des sociétés cotées
À la lumière des dernières recommandations de l'Autorité des marchés financiers (France) du 22 juillet 2010 sur les dispositifs de gestion des risques et de contrôle interne, la conformité aux lois et règlements qui « fixent des normes de comportement que la société intègre à ses objectifs de conformité » est bien un objectif de contrôle interne.
Cette mise en conformité juridique suppose, « compte tenu du grand nombre de domaines existants (droit des sociétés, droit commercial, environnement) », une action permanente de veille juridique qui se décompose en différentes tâches : 
- connaître les diverses règles qui lui sont applicables ;
- être en mesure d’être informée en temps utile des modifications qui leur sont apportées (veille juridique) ;
- transcrire ces règles dans ses procédures internes ;
- informer et former les collaborateurs sur les règles qui les concernent.

## Univers des processus industriels

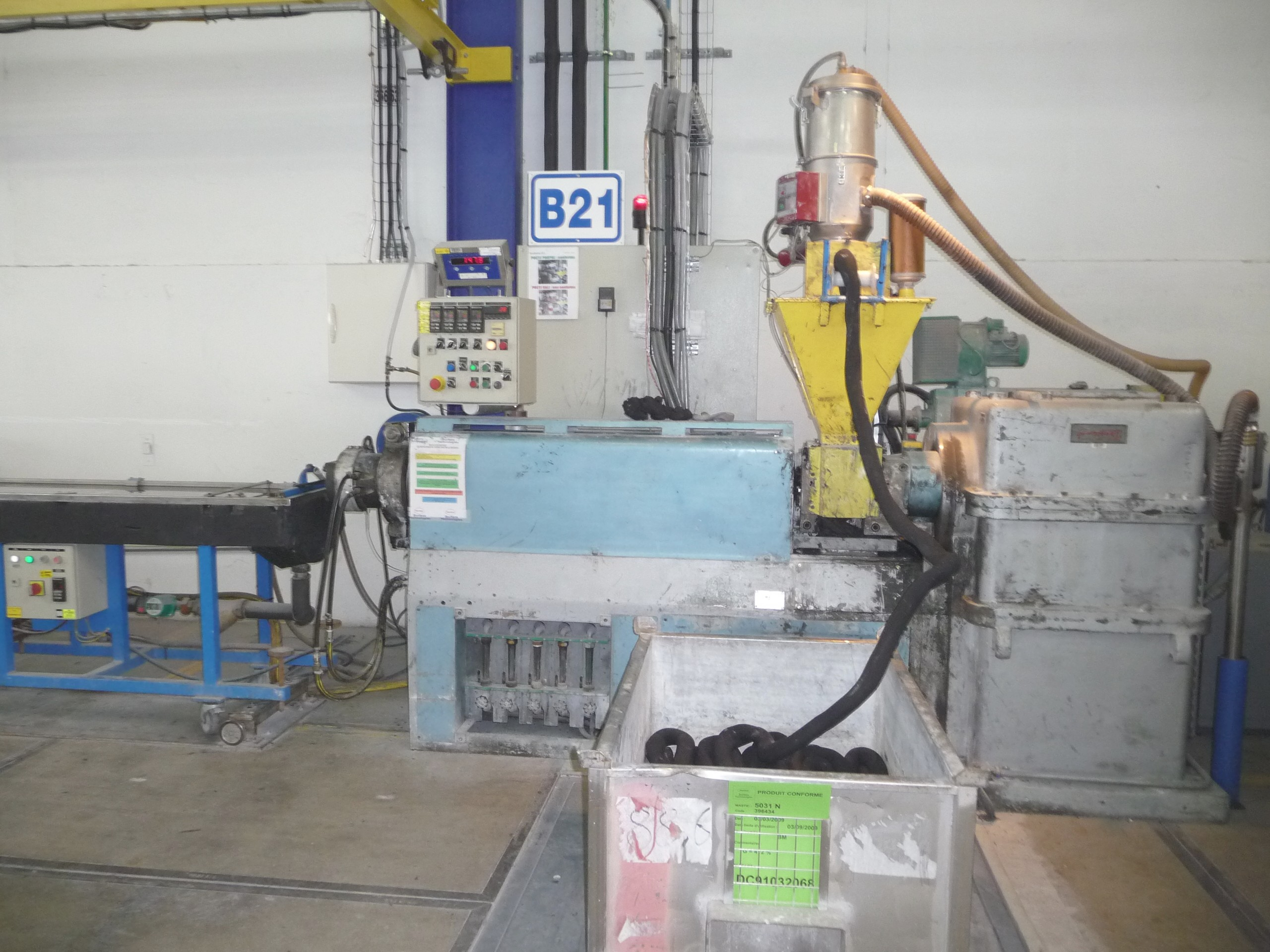
Fiche verte indiquant la conformité d'un produit

Dans l'industrie et les services, le processus de mise en conformité d'un produit, d'un service, est appelé de différentes manières :
- retouche
- réparation
- reprise

La non-conformité, qui équivaut à un défaut de qualité par rapport au cahier des charges, peut conduire à un ajustement, au recyclage (en faible proportion) dans la prochaine fabrication, à la mise au rebut du produit, ou au remboursement du produit ou du service au client. Ce dernier peut accorder une dérogation.

## Univers bancaire et financier
En finance, le terme de conformité, ou encore de compliance, est utilisé pour désigner le respect des dispositions législatives et règlementaires, donc des dispositions normatives propres aux activités bancaires et financières, mais aussi des normes professionnelles et déontologiques, ainsi que des orientations de l’organe délibérant ou des instructions de l’organe exécutif.
Aux termes du règlement CRBF 97-02, cette obligation est impérative. Tous les établissements financiers, établissements de crédit, prestataires de services d'investissement ou établissements de paiement sont ainsi dotés d'une fonction de conformité.
Les règlementations sectorielles bancaires européennes (MiFID, UCITS IV, AIFMD, Bâle III) et assurance (Solvabilité II), confirment la mise en place d'un compliance officer pour gérer la conformité et traiter les sources de risques.
Les régulateurs américains sont ceux qui ont le plus d'influence dans les banques. En effet, les États-Unis est le principal pays à appliquer des règles très strictes d'embargo. Et ils sont ceux qui infligent les sanctions les plus importantes et dissuasives. Une grande banque française s'est ainsi fait épingler en 2014 par les Américains pour avoir participé au financement d'activités dans un pays sous sanction américaine. La banque a dû payer une amende record de sept milliards de dollars et risquerait de ne plus avoir le droit de traiter en dollar si un incident de ce type venait à se reproduire. Pour une banque internationale, cela signerait sa perte[réf. nécessaire].
De même, les professionnels bancaires et financiers opérant sous forme indépendante, tels que les intermédiaires, doivent s'assurer également de la conformité de leurs activités. La conformité bancaire, ou en assurance, s'applique également dans le droit de la distribution bancaire.
Parmi les thématiques de la conformité financière ou bancaire, il s'agira entre autres :
- du contrôle du risque (de marché, de liquidité, de contrepartie, opérationnel)
- de la prévention des délits d'initié
- de la lutte contre le blanchiment d'argent
- de la lutte contre le financement du terrorisme
- du respect des embargos
- du contrôle de la conformité vis-à-vis des politiques d'investissement
- du contrôle de la gestion des investissements
- du conseil aux responsables métiers
- du contrôle des prestations essentielles externalisées, notamment, aux intermédiaires, par exemple, les intermédiaires en opérations de banque et en services de paiement, pour les établissements de crédit[6]
- risques de litiges et risques d'image

Les établissements bancaires et financiers ont ainsi mis en place des outils de gestion du risque de non-conformité de plus en plus précis, compte tenu des risques de dérives qui ont pu avoir lieu lors des dernières crises financières. 
Car la conformité bancaire et financière joue un double rôle, de protection du système bancaire et de protection des consommateurs de produits financiers.
La crise financière débutée en 2008 renforce l'exigence d'une conformité bancaire et financière efficace.
Comme le rappellent Barthelmess et Langlois, les nouvelles technologies financières (FinTechs) et en premier plan la Blockchain ont considérablement changé les pratiques en matière de compliance dans les institutions financières. Ces nouvelles technologies offrent des outils permettant une sécurisation et une mutualisation des informations accrues.

## Conformité en psychologie et sociologie
La conformité sociale désigne en psychologie une attitude ou une opinion qui est en accord avec ce qui est attendu d'un individu ou d'un groupe dans une situation donnée ou en ce qui concerne une tâche définie. La conformité peut résulter de la pression d'un groupe, réel ou perçu, ou d'une cohésion sociale forte du groupe. Dans le dernier cas, l'individu intériorise un système de normes et de valeurs imposé par la culture ou la structure sociale à laquelle il appartient. La conformité décroît quand la difficulté d'une tâche définie croît, mais elle peut augmenter avec la taille du groupe quand la pression croît aussi. Le conformisme est une forme de conformité augmentée et généralisé: une attitude d'adapter son comportement fortement et démonstrativement aux normes sociales, aux principes d'autorité et aux conventions, causée par soumission volontaire ou forcée par des autorités.